# Нюцзе
Мечеть Нюцзе (кит. спр. 牛街礼拜寺, піньїнь: Niujie Libaisi, буквально «Мечеть на Вулиці Корів») — найбільша та найстаріша мечеть Пекіна, закладена в 996 в південно-західному районі Сюаньу, який споконвіку населяли китайські мусульмани.
Набула вигляду, близького до нинішнього, за імператора Кансі на початку XVIII століття. Мечеть площею 6 000 м² поновлювалася в 1955, 1979 та 1996. За традиційною китайською архітектурою ховаються приміщення, облаштовані відповідно до ісламських традицій.

## Галерея

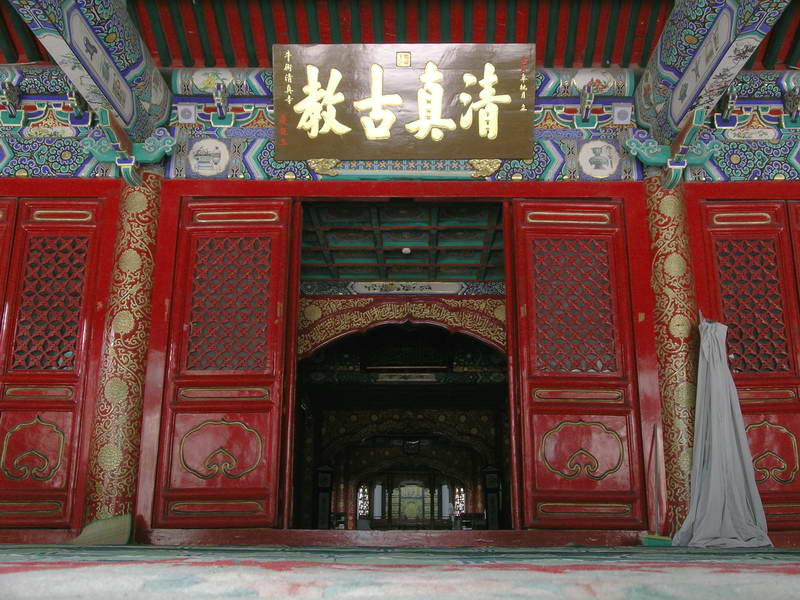
Основний зал
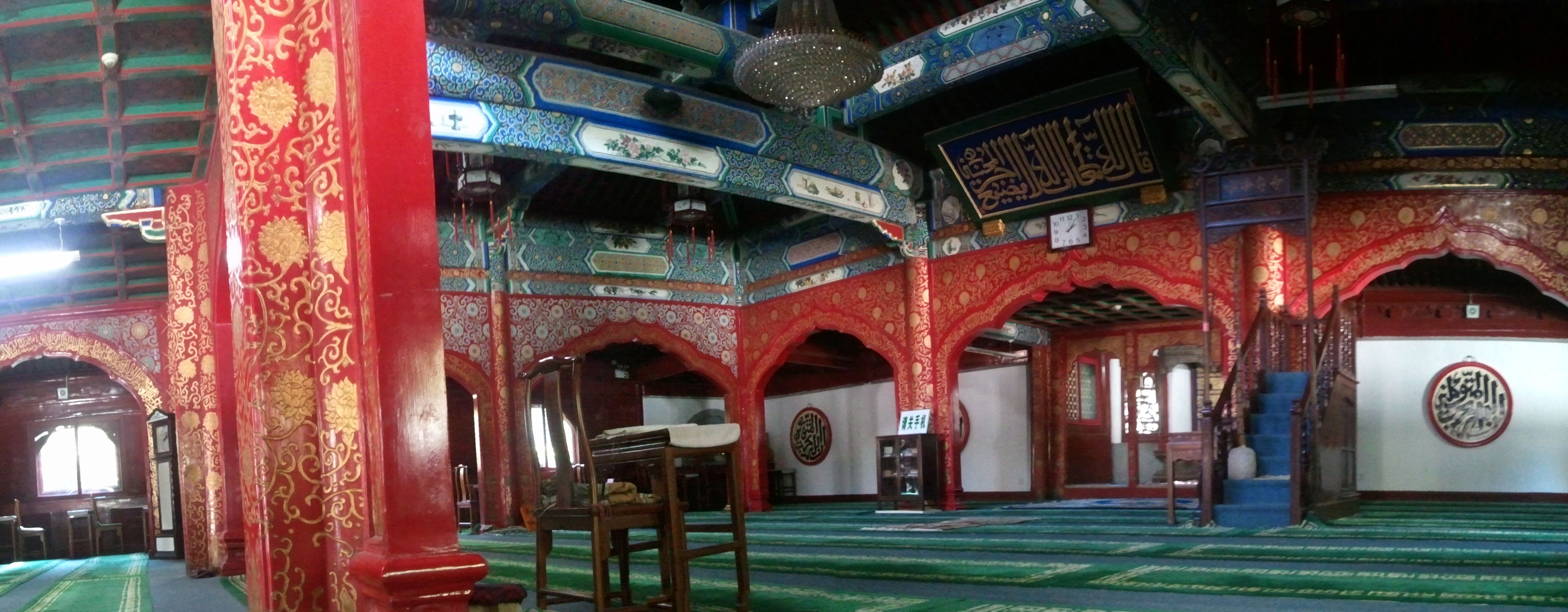
Головний молитовний зал
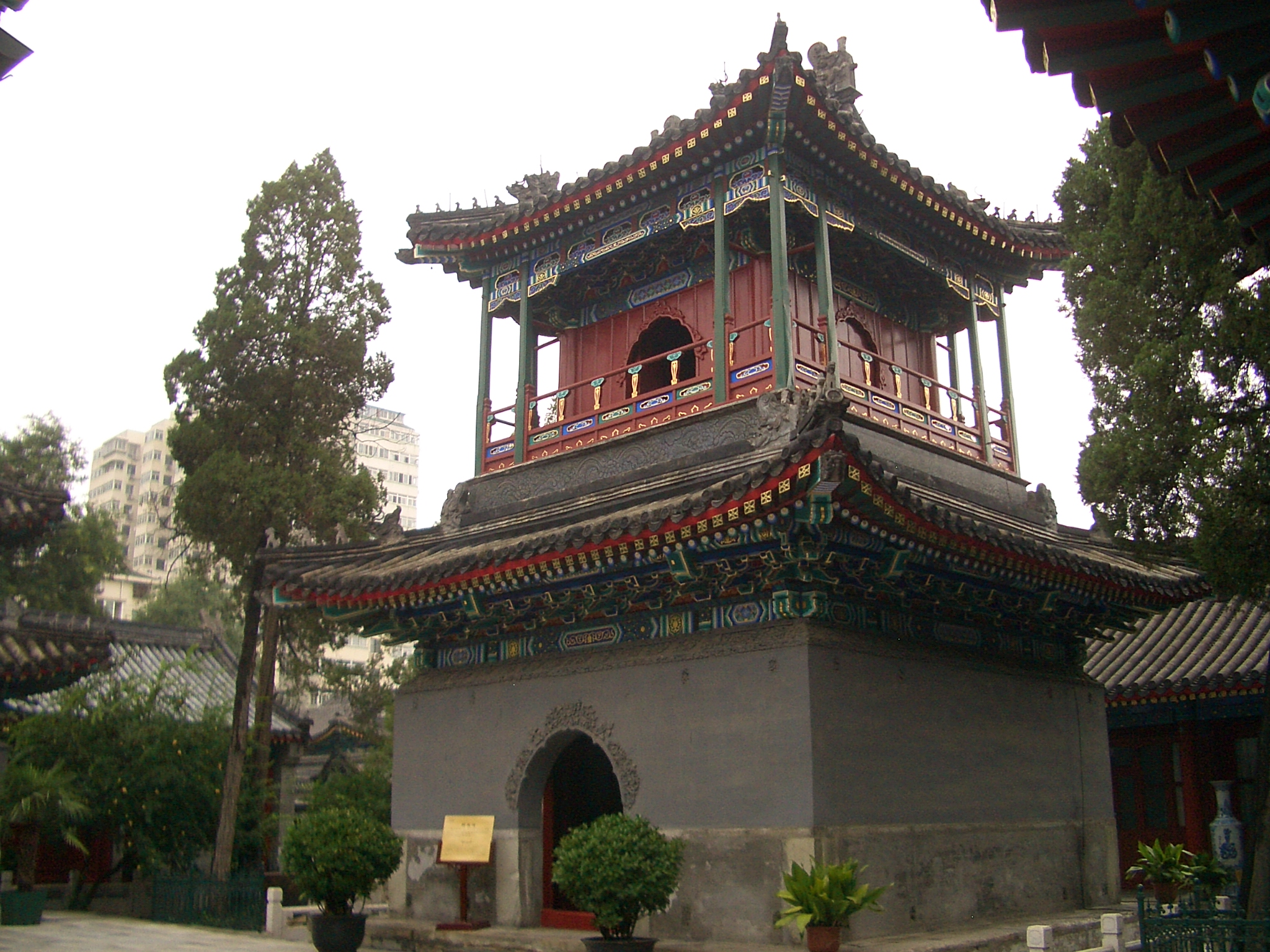
Мінарет
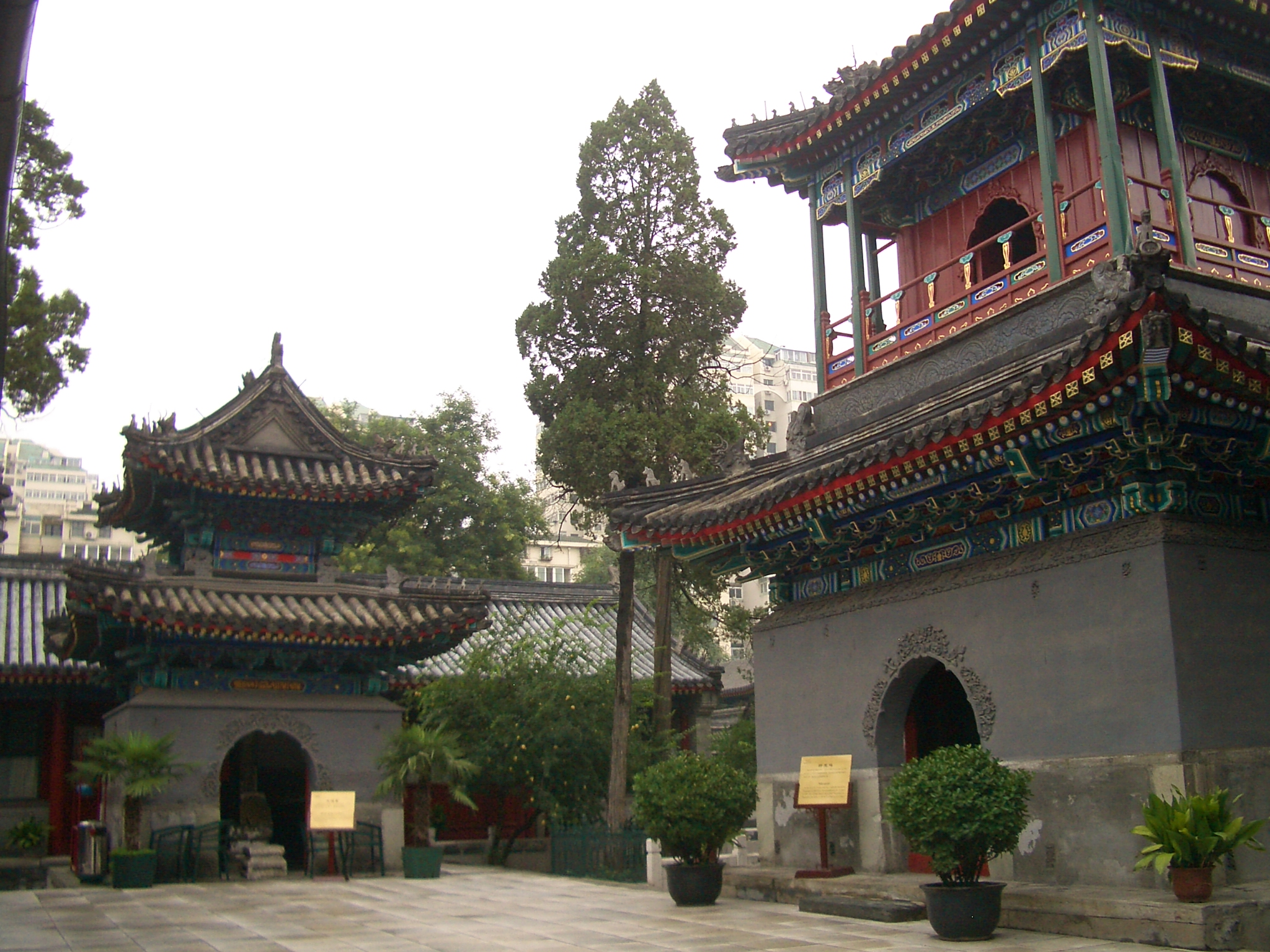
Внутрішній двір
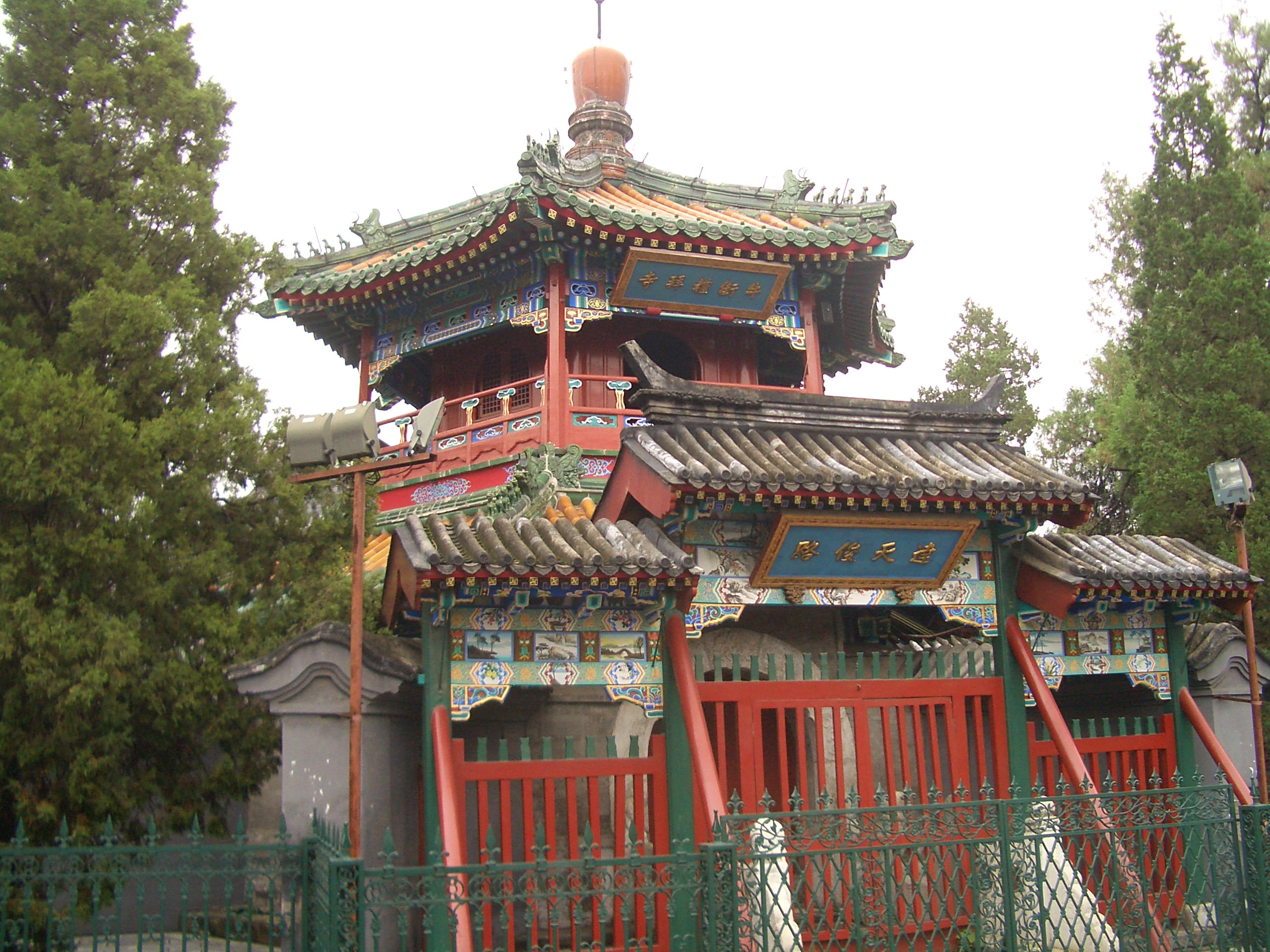
Місячна вежа
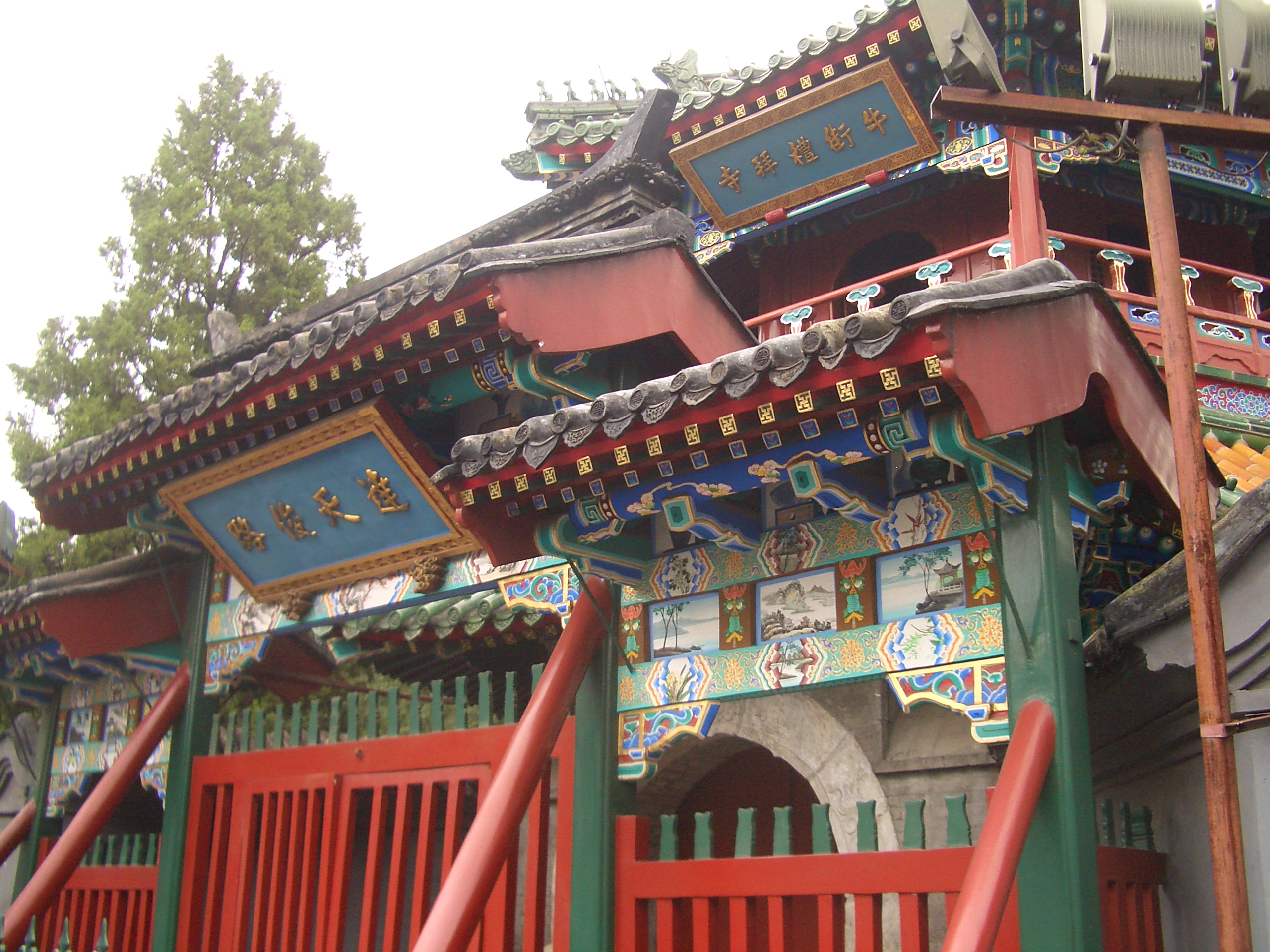
Нюцзе, Пекін

1. ↑  https://www.chinahighlights.com/travelguide/muslim-china/mosque-in-china.htm
2. ↑  http://dtdj.cchicc.org.cn/#/stateprotect
3. ↑  中华人民共和国国务院 国务院关于公布第三批全国重点文物保护单位的通知 — 1988.